# وليام كيلي
وليام كيلي (بالإنجليزية: William Keighley)‏ (و. 1889 – 1984 م) هو مخرج سينمائي، وممثل من الولايات المتحدة الأمريكية . ولد في فيلادلفيا، بنسيلفانيا .
توفي في مدينة نيويورك .

## روابط خارجية
- وليام كيلي على موقع IMDb (الإنجليزية)
- وليام كيلي على موقع الموسوعة البريطانية (الإنجليزية)
- وليام كيلي على موقع ألو سيني (الفرنسية)
- وليام كيلي على موقع ميوزك برينز (الإنجليزية)
- وليام كيلي على موقع تيرنر كلاسيك موفيز (الإنجليزية)
- وليام كيلي على موقع أول موفي (الإنجليزية)
- وليام كيلي على موقع قاعدة بيانات برودواي على الإنترنت (الإنجليزية)
- وليام كيلي على موقع قاعدة بيانات برودواي على الإنترنت (الإنجليزية)
- وليام كيلي على موقع قاعدة بيانات الأفلام السويدية (السويدية)
- وليام كيلي على موقع إن إن دي بي (الإنجليزية)